# شق الصدر الإنعاشي
شق الصدر الإنعاشي (بالإنجليزية: resuscitative thoracotomy)‏ (يُشار إليه أحيانًا باسم شق الصدر في قسم الطوارئ) هو شق الصدر يتم إجراؤه عادة من أجل إنعاش شخص تعرض لإصابة بالغة بعد التعرض لصدمة حادة تنطوي على جوف الصدر. بالنسبة لمعظم الأشخاص المصابين بصدمة صدرية لا يكون الإجراء ضروريًا؛ فقط 15% من أولئك المصابين بإصابة صدرية يحتاجون إلى هذا الإجراء.

## دواعي الاستعمال
يُقترح شق الصدر الإنعاشي عندما تحول الإصابات الحادة داخل تجويف الصدر دون إتمام الوظائف الفيسيولوجية اللازمة لاستمرار الحياة (مثل النزف). وقد تؤثر الإصابة أيضًا على عضو محدد مثل القلب الأمر الذي قد يؤدي إلى انصمام هوائي أو اندخاس قلبي (الذي يمنع القلب من النبض بشكل صحيح). ومن بين دواعي الاستعمال الأخرى الخاصة بهذا الإجراء هي ظهور دم من أنبوب فغر الصدر الذي يعيد أكثر من 1500 مل من الدم أو ≥ 200 مل من الدم في الساعة.
عند إجراء شق الصدر الإنعاشي، يجب أن تكون هناك علامات البقاء على قيد الحياة، بما في ذلك النشاط الكهربائي القلبي وضغط الدم الانقباضي>70 mm Hg. في حالة الصدمة الحادة، إذا تم اكتشاف علامات البقاء على قيد الحياة، مثل اتساع العين، أثناء الطريق إلى المستشفى من قِبل المسعفين الأوليين، ولكن لم يتم العثور عليها عند وصول المريض إلى المستشفى، لذا يتم منع استعمال أي تدخلالات إنعاشية أخرى؛ ومع ذلك، عندما يجد المسعفون الأوليون علامات البقاء على قيد الحياة وزمن إنعاش القلب والرئتين أقل من 15 دقيقة، عندئذٍ تصدر أوامر بإجراء العملية.
ويمكن إجراء التقييم المركز للصدمة باستخدام التخطيط بالأمواج فوق الصوتية لتحديد مدى الحاجة إلى إجراء العملية عن طريق العثور على سائل عائم حر في تجويف الصدر.

## الأسلوب
يُعتبر شق الصدر الأمامي الجانبي الأيسر أسلوبًا شائعًا لفتح الصدر حيث يتيح الوصول السريع ويمكن تمديده بسهوله إلى شق الصدر الأيمن ويتيح الوصول إلى معظم الهياكل التشريحية الهامة أثناء عملية الإنعاش بما في ذلك الشريان الأبهر. يتم أولاً إجراء شق على امتداد الحيز الوربي الرابع أو الخامس (بين الضلوع)، ويتم تقسيم العضلات الوربية والجنبة الجدارية، ثم يتم سحب الضلوع لإتاحة الرؤية. عندما يغطي الشق كلاً من التجمع الدموي في الجنبة اليمنى واليسرى يُشار إليه باسم «شق الصدر الصدفي». يتم استخدام شق الصدر الصدفي عندما تكون هناك إصابة رئوية أو إصابة في الأوعية الدموية في الجانب الأيمن.

## التعافي
هؤلاء الذي يخضعون لعملية شق الصدر الإنعاشي لا يتعافون عادة - 10% فقط من الذين يخضعون لهذه العملية بعد التعرض لإصابة حادة وما بين 15 و30% من الذين يعانون من الصدمة الاختراقية يبقون على قيد الحياة.

## معلومات تاريخية
تم استخدام هذا الإجراء لأول مرة أثناء أواخر العقد الأول من القرن التاسع عشر بواسطة شيف (Schiff) بالتزامن مع تدليك القلب المفتوح. وبعد فترة وجيزة جرى استخدامه أيضًا بواسطة بلوك (Block) لعلاج انهتاكات القلب وتم إجراء أول إصلاح بالخياطة في عام 1900. وقبل ظهور إزالة الرجفان الخارجي وإنعاش القلب والرئتين في ستينيات القرن العشرين، كان شق الصدر في حالات الطوارئ هو الطريقة المفضلة لعلاج السكتة القلبية.

## قائمة المصادر
- American College of Surgeons. Committee on Trauma (2008). ATLS, Advanced Trauma Life Support for Doctors. Chicago, IL: American College of Surgeons. ISBN:9781880696316.
- Andrew B., MD Peitzman; Andrew B. Peitzman; Michael, MD Sabom; Donald M., MD Yearly; Timothy C., MD Fabian (2002). The trauma manual. Hagerstwon, MD: Lippincott Williams & Wilkins. ISBN:0-7817-2641-7.{{استشهاد بكتاب}}:  صيانة الاستشهاد: أسماء متعددة: قائمة المؤلفين (link)
- Feliciano, David V.; Mattox, Kenneth L.; Moore, Ernest J (2012). Trauma, Seventh Edition (Trauma (Moore)). McGraw-Hill Professional. ISBN:0-07-166351-7.{{استشهاد بكتاب}}:  صيانة الاستشهاد: أسماء متعددة: قائمة المؤلفين (link)